# Władimir Olderogge
Władimir Aleksandrowicz Olderogge (ros. Влади́мир Алекса́ндрович Ольдеро́гге, ur. 5 sierpnia 1874 w Lublinie, zm. 27 maja 1931 w Charkowie) – rosyjski i radziecki dowódca wojskowy, uczestnik wojny domowej w Rosji.

## Życiorys
Urodził się w luterańskiej rodzinie pochodzenia duńskiego. Od 1 września 1890 służył w rosyjskiej armii, w 1894 skończył szkołę wojskową, a 1901 Nikołajewską Akademię Sztabu Generalnego. Był starszym adiutantem sztabu 2 Dywizji Kozackiej, w latach 1904–1905 brał udział w wojnie rosyjsko-japońskiej, 1906-1907 służył w twierdzy sewastopolskiej, później w pułku brzeskim, 1908 w twierdzy Sveaborg (obecnie Suomenlinna), a 1908-1912 w rejonie omskim. 
Uczestniczył w I wojnie światowej jako dowódca 113 Staroruskiego Pułku Piechoty, na czele którego walczył z Niemcami w Puszczy Augustowskiej, 12 marca 1916 został dowódcą brygady 1 Turkiestańskiej Dywizji Piechoty, a od 7 lipca 1917 do demobilizacji dowodził Turkiestańską Dywizją Piechoty. Wiosną 1918 wstąpił ochotniczo do Armii Czerwonej, 3 maja 1918 został dowódcą Noworżewskiej Dywizji Piechoty (od 14 czerwca 1918: Pskowskiej Dywizji Piechoty, a 21 stycznia 1919 Litewskiej Dywizji Piechoty) (do 7 marca 1919), w marcu 1919 został skierowany na Front Wschodni wojny domowej w Rosji, od 15 kwietnia 1919 służył przy dowódcy frontu S. Kamieniewie, a od 15 sierpnia 1919 do 15 stycznia 1920 był dowódcą Frontu Wschodniego. Odegrał istotną rolę w rozbiciu białej armii adm. Kołczaka, m.in. w natarciu na Iszym i Pietropawłowsk, następnie w operacji omskiej 4–14 listopada 1919 i w operacji nowonikołajewskiej 20 listopada-16 grudnia 1919 r.
Później dowodził Zachodniosyberyjskim Okręgiem Wojskowym, w lutym 1920 został szefem sekcji wojennej Kijowskiego Okręgu Wojskowego, 13 października 1920 skierowany do służby przy dowódcy Frontu Południowego Michaile Frunze, 25 października 1920 został inspektorem piechoty dowódcy wojsk Ukrainy i Krymu, brał udział w opracowaniu planu zajęcia Perekopu i Wału Tureckiego. 1 czerwca 1921 został głównym inspektorem uczelni wojskowych Kijowskiego Okręgu Wojskowego, 1923 inspektorem Głównego Zarządu Wyższych Uczelni Wojskowych Armii Czerwonej, 26 marca 1924 naczelnikiem Zjednoczonej Szkoły Wojskowej im. Kamieniewa (której był współzałożycielem), później był zastępcą szefa ds. szkolenia. Jednocześnie redagował pismo „Armija i riewolucija” i był wojenrukiem Kijowskiego Instytutu Politechnicznego.
7 grudnia 1930 został aresztowany pod zarzutem kierowania kontrrewolucyjną organizacją oficerską na Ukrainie, 20 maja 1931 skazany na śmierć przez Wojskowe Kolegium OGPU i następnie rozstrzelany. 30 kwietnia 1974 został pośmiertnie zrehabilitowany.

## Awanse
- Podporucznik (4 sierpnia 1892)
- Porucznik (4 sierpnia 1896)
- Sztabskapitan (4 sierpnia 1900)
- Podpułkownik (6 grudnia 1904)
- Pułkownik (6 grudnia 1908)
- Generał Major (6 grudnia 1915)

## Odznaczenia
- Order Świętej Anny I klasy z Mieczami (7 stycznia 1917)
- Order Świętej Anny II klasy (6 czerwca 1914)
- Order Świętej Anny III klasy (1906)
- Order Świętego Włodzimierza III klasy z Mieczami (17 lipca 1915)
- Order Świętego Włodzimierza IV klasy z Mieczami i Kokardą (26 lutego 1915)
- Order Świętego Stanisława I klasy z Mieczami (16 stycznia 1916)
- Order Świętego Stanisława II klasy (1907)
- Order Świętego Stanisława III klasy (1903)
- Order Czerwonego Sztandaru (19 grudnia 1919)